# Skeletocutis falsipileata
Skeletocutis falsipileata är en svampart som först beskrevs av Corner, och fick sitt nu gällande namn av T. Hatt. 2002. Skeletocutis falsipileata ingår i släktet Skeletocutis och familjen Polyporaceae.   Inga underarter finns listade i Catalogue of Life.